# Кубок Болгарії з футболу 1989—1990
Кубок Болгарії з футболу 1989—1990 — 50-й розіграш кубкового футбольного турніру в Болгарії. Титул вперше здобув Сливен.

## Календар
| Раунд        | Дата                        | Матчі | Клуби   |
| ------------ | --------------------------- | ----- | ------- |
| Перший раунд | осінь 1989                  | 26    | 29 → 16 |
| 1/8 фіналу   | 14 лютого - 21 березня 1990 | 16    | 16 → 8  |
| 1/4 фіналу   | 27 березня - 11 квітня 1990 | 8     | 8 → 4   |
| 1/2 фіналу   | 25 квітня - 16 травня 1990  | 4     | 4 → 2   |
| Фінал        | 30 травня 1990              | 1     | 2 → 1   |

## Перший раунд
| Команда 1                     | Заг.    | Команда 2                | 1-й матч | 2-й матч |
| ----------------------------- | ------- | ------------------------ | -------- | -------- |
| осінь 1989                    |         |                          |          |          |
| Ботев (Пловдив)               | 5:5 (ч) | Добруджа (Толбухін)      | 4:2      | 1:3      |
| Спартак (Плевен)              | 1:4     | Марек (Дупниця)          | 1:0      | 0:4      |
| Монтана                       | 2:4     | Янтра (Габрово)          | 2:1      | 0:3      |
| Академік (Свиштов)            | 4:6     | Локомотив (Стара Загора) | 4:2      | 0:4      |
| Велбажд (Кюстендил)           | 1:7     | Сливен                   | 1:1      | 0:6      |
| Локомотив (Пловдив)           | 0:2     | Ботев (Враца)            | 0:1      | 0:1      |
| Спартак (Варна)               | 2:3     | Дунав (Русе)             | 0:1      | 2:2      |
| Міньор (Перник)               | 1:4     | Вихрен (Санданський)     | 1:0      | 0:4      |
| Берое (Стара Загора)          | 5:4     | Пирин (Благоєвград)      | 3:2      | 2:2      |
| Тунджа (Ямбол)                | 2:4     | Славія (Софія)           | 1:1      | 1:3      |
| Хебир (Пазарджик)             | 3:4     | Локомотив (Софія)        | 2:2      | 1:2      |
| Етир (Велико-Тирново)         | 6:2     | Лудогорець (Разград)     | 4:1      | 2:1      |
| Локомотив (Горішня Оряховиця) | 1:2     | Черно море (Варна)       | 1:1      | 0:1      |

## 1/8 фіналу
| Команда 1                | Заг.    | Команда 2            | 1-й матч | 2-й матч |
| ------------------------ | ------- | -------------------- | -------- | -------- |
| 14/21 лютого 1990        |         |                      |          |          |
| Чорноморець (Бургас)     | 0:7     | ЦСКА (Софія)         | 0:2      | 0:5      |
| 7/21 березня 1990        |         |                      |          |          |
| Добруджа (Толбухін)      | 1:2     | Марек (Дупниця)      | 1:1      | 0:1      |
| Локомотив (Стара Загора) | 3:4     | Янтра (Габрово)      | 2:1      | 1:3      |
| Вихрен (Санданський)     | 4:4 (ч) | Черно море (Варна)   | 4:2      | 0:2      |
| Левські (Софія)          | 3:2     | Дунав (Русе)         | 2:0      | 1:2      |
| Етир (Велико-Тирново)    | 3:3 (ч) | Ботев (Враца)        | 0:1      | 3:2      |
| Локомотив (Софія)        | 3:5     | Славія (Софія)       | 3:3      | 0:2      |
| Сливен                   | 6:3     | Берое (Стара Загора) | 6:1      | 0:2      |

## 1/4 фіналу
| Команда 1                 | Заг.    | Команда 2       | 1-й матч | 2-й матч |
| ------------------------- | ------- | --------------- | -------- | -------- |
| 27 березня/11 квітня 1990 |         |                 |          |          |
| Черно море (Варна)        | 1:2     | ЦСКА (Софія)    | 1:1      | 0:1      |
| Янтра (Габрово)           | 2:2 (ч) | Сливен          | 2:2      | 0:0      |
| Етир (Велико-Тирново)     | 4:2     | Марек (Дупниця) | 4:1      | 0:1      |
| Левські (Софія)           | 3:5     | Славія (Софія)  | 1:4      | 3:2      |

## 1/2 фіналу
| Команда 1                | Заг.    | Команда 2      | 1-й матч | 2-й матч |
| ------------------------ | ------- | -------------- | -------- | -------- |
| 25 квітня/16 травня 1990 |         |                |          |          |
| Етир (Велико-Тирново)    | 2:2 (ч) | Сливен         | 1:2      | 1:0      |
| ЦСКА (Софія)             | 4:0     | Славія (Софія) | 3:0      | 1:0      |

## Фінал
| 30 травня 1990 |

| Сливен                | 2:0      | ЦСКА (Софія) |
| --------------------- | -------- | ------------ |
| Валков 40' Лечков 76' | Протокол |              |

| «Христо Ботев», Габрово Глядачів: 15 000 Арбітр: Стефан Чакаров |